# Burgplatz (Essen)
Der Burgplatz ist ein zentraler Platz im Essener Stadtkern. Hier liegt die Keimzelle der Stadt Essen, weshalb er als archäologisch wertvoll gilt und als Bodendenkmal eingetragen ist.

## Geschichte

### Frühgeschichte
Auf dem Gebiet des heutigen Burgplatzes, einst auch als Die Immunität bezeichnet, befand sich im Frühmittelalter eine umwehrte Hofanlage. Dort gründete Altfrid († 874), ein sächsischer Adeliger und später Bischof von Hildesheim (851–874), das Stift Essen. Die Hofanlage trug den Namen As[t]nidhi, von dem sich der spätere Name von Stift und Stadt Essen ableitet.
Der Essener Wissenschaftler Ernst Kahrs, von 1910 bis 1945 Direktor des Ruhrlandmuseums, grub in den 1920er und noch einmal in den 1940er Jahren unter anderem am baulich oft veränderten Burgplatz. 1928 legte er umfangreiche Mauerreste frei, darunter eine in Nord-Süd-Richtung verlaufende gemörtelte Bruchsteinmauer mit angrenzendem Spitzgraben und Palisade, die sich im Süden in westliche Richtung fortsetzt. Diese Anlagen gehören trotz fehlender Datierungen in die Zeit deutlich vor der Errichtung der Essener Stadtmauer 1244. Sie bildeten vermutlich eine Umwehrung des Stiftsbezirks, von der sich die Bezeichnung als Burg ableitet.
Vor Ende des Zweiten Weltkrieges grub Kahrs erneut am Burgplatz. 1943 entdeckte er dabei zwei Meter dicke Mauerreste eines abgebrannten, aber vermutlich repräsentativen Bauwerks auf einer 18 mal 21 Meter großen Fläche vor dem Burggymnasium. Kahrs vermutete zunächst jedoch, dass er die Reste des im Jahre 946 abgebrannten Hofes des Stiftsgründers Altfrid gefunden hätte. Schriftliche Quellen belegen, dass in diesem Jahr erste Stiftsgebäude niedergebrannt waren. Die mächtigen Fundamente der Ausgrabung weisen jedoch auf etwas Größeres hin. Nach der heutigen Interpretation handelte es sich um einen Steinturm, der möglicherweise nach dem Jahr 1000 errichtet wurde, möglicherweise auch nicht fertiggestellt wurde und der Stadtarchäologie Rätsel aufgibt.
Im Mittelalter wurde auf dem Areal des Burgplatzes ein zum Essener Münster gehöriger Friedhof eingerichtet. Belegt ist dazu, dass hier von 1522 bis 1817 eine Beinhauskapelle existierte. Auch Stadtbürger wurden hier beigesetzt, denn die Begräbnisrechte blieben bei der Münsterkirche. Die Protestanten erhielten 1620 den separaten Friedhof an der I. Weberstraße im Nordwesten der Stadt. Bis 1845 war der Burgplatz mit dem Friedhof fast ausgefüllt.

### 19. bis 20. Jahrhundert
Ab 1830 verlegte man den bereits 1827 aufgelassenen Friedhof auf den Friedhof am Kettwiger Tor, der südlich vor dem Tor der Essener Stadtmauer angelegt war. Dieser neue, heute nicht mehr existierende Friedhof befand sich aus heutiger Sicht südlich angrenzend an den Hauptbahnhof. Aus der nun freigewordenen Fläche am Burgplatz entstand 1834 eine Grünanlage mit Bäumen, die man den Hofgarten nannte. Das stellte die erste geordnete Gestaltung des Platzes als solchen dar.
Die Jesuitenresidenz auf der Südseite des Burgplatzes (heute Standort der Volkshochschule) wurde von 1736 bis 1742 erbaut. Sie galt im 18. Jahrhundert als einer der prachtvollsten Bauten der Stadt. Sie diente als Schulgebäude, seit am 1. Mai 1824 dort zwei 1819 vereinigte konfessionelle Gelehrtenschulen einzogen. In den Jahren von 1880 bis 1882 erhielt diese Schule einen Erweiterungsbau und wurde zum Königlichen Gymnasium. Seit dem Ersten Weltkrieg nannte es sich Gymnasium am Burgplatz und heute Burggymnasium.

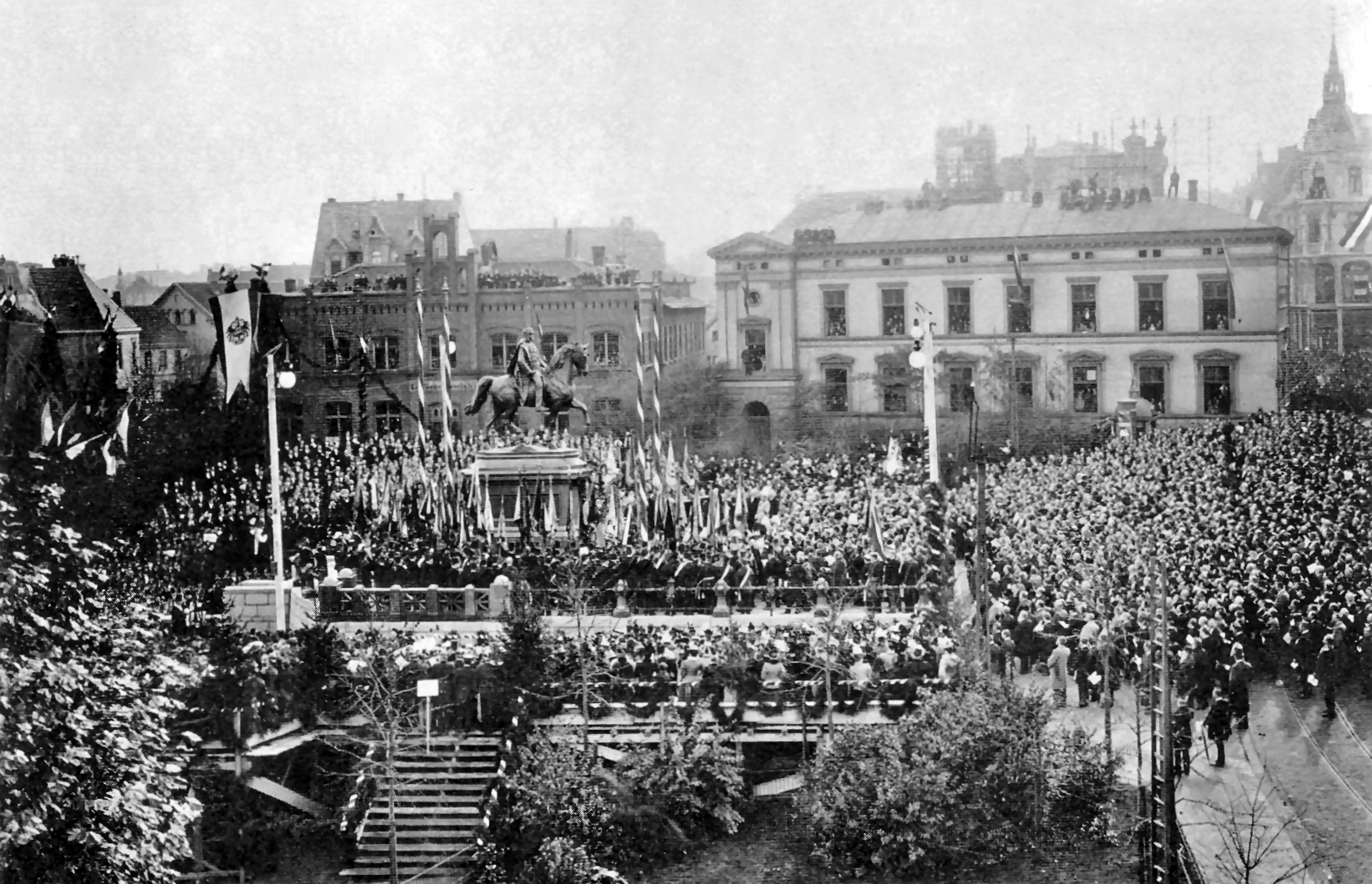
Einweihung des Kaiser-Wilhelm I.-Denkmals in der Mitte des Burgplatzes; im Hintergrund links die ehemalige Jesuitenresidenz, rechts die damalige Hauptpost

Westlich der einstigen Jesuitenresidenz stand ein ehemaliges Stiftsgebäude im Stil des Klassizismus, das an die Burgstraße, heute Kettwiger Straße, anschloss und auch die Namen Der Rittberger Hof und Das Löwenhaus trug. Von 1821 bis 1862 befand sich darin das Königliche Bergamt, wobei sein Leiter, der Oberbergrat Heintzmann, im ersten Obergeschoss wohnte. Danach zogen die Hauptpost Essen und das Telegraphenamt hier ein. 1903 bezog die Post den Neubau an der Märkischen Straße am Hauptbahnhof, heute Hachestraße. Nach Umbau 1904 siedelte sich das Städtische Museum in der ersten Etage des ehemaligen Postgebäudes am Burgplatz an, bis das Haus dem Neubau des 1928 eröffneten Kinos Lichtburg an dieser Stelle weichen musste.
Dort, wo sich das heutige Bischofshaus befindet, wurde gegen Ende des 17. Jahrhunderts das erste Gerichtshaus von Essen errichtet. Das breite Gebäude mit zwei Etagen beherbergte vom Beginn bis 1802 das Essener Landgericht, bis 1812 das Stadtgericht, das Landgericht Essen und das Landgericht Steele-Rellinghausen, und zuletzt bis 1815 das Friedensgericht und ein Gefängnis.
Die Residenz der Fürstäbtissin, das sogenannte Abteigebäude am Ostchor der Münsterkirche, diente ab 1815 dem Land- und Stadtgericht als Gerichtsgebäude und wurde 1883 wegen Baufälligkeit abgerissen. Das ursprüngliche Gebäude war im Jahre 1265 abgebrannt und war unter der Äbtissin Beatrix von Holte neu errichtet worden. Der große Saal in der Abtei entstand später unter Äbtissin Elisabeth von Beeck († 1445). Das Abteigebäude hatte seit dem 14. Jahrhundert nicht mehr als Residenz gedient, sondern war zu Repräsentationszwecken und Festlichkeiten, wie für Karl IV. im Jahre 1377, genutzt worden. 1787 war das Gebäude unbewohnbar, bevor es 1815 als Gerichtshaus eine neue Funktion erhielt.

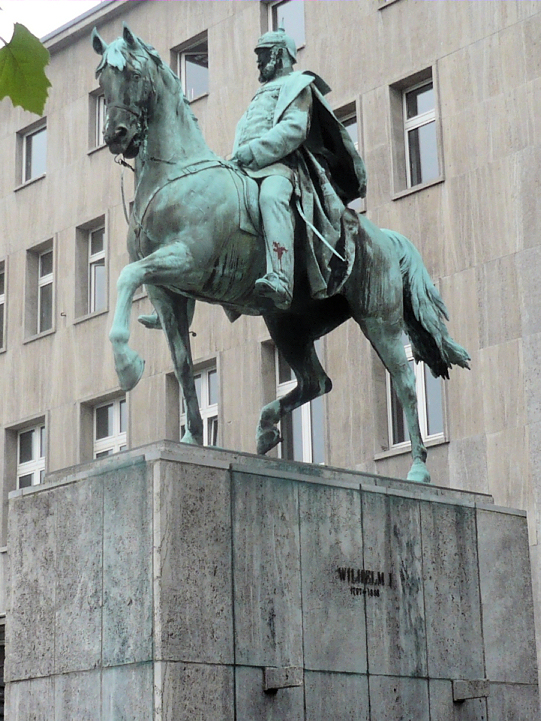
Denkmal von Kaiser Wilhelm I.

Mit der Enthüllung des Kaiser-Wilhelm-Denkmals am 23. Oktober 1898 erhielt der Burgplatz ein neues Gesicht. Das bronzene Reiterstandbild Kaiser Wilhelms I. stammt vom Bildhauer Hermann Volz und wurde mittig des Platzes auf einem großen Sockel mit umgebender Terrasse platziert.
Im Ersten Weltkrieg, im Herbst 1914, wurden der Bevölkerung auf dem Burgplatz sogenannte Beutekanonen präsentiert. Dabei marschierten die zu Anfang des Krieges noch euphorischen Truppen vorbei an zujubelnden Bürgern über die westlich angrenzende Burgstraße.

Um 1924 wurde im Zuge einer umfassenden Umgestaltung der Innenstadt in einem ersten Architektur-Wettbewerb ein städtebauliches Konzept gesucht, um den Burgplatz großstädtisch umzugestalten. So wurde das bisher abschüssige Gelände des Platzes begradigt und mit einer breiten Treppe an die Kettwiger Straße (damals Burgstraße) angebunden. Das mittig des Platzes positionierte Kaiser-Wilhelm-Denkmal setzte man im September 1928 um und stellte es dabei auf einen schlichteren Sockel. Zuvor war ein hölzernes Modell des Denkmals gebaut worden, um die Wirkung am neuen Standort an der südwestlichen Ecke des Platzes, nahe der ebenfalls 1928 errichteten Lichtburg auszuloten. Nachdem der Burgplatz mit kleinteiligem Pflaster versehen worden war, wurde er im April 1929 mithilfe des noch vorhandenen Metallzauns von Münster und Johanniskirche räumlich getrennt und bot zwei Durchgänge. Die Essener Volkszeitung schrieb zur Fertigstellung des umgestalteten Burgplatzes am 28. April 1929:

„Die Arbeiten auf dem neuen Burgplatz sind im ganzen fertig. Damit ist ein großer Plan, der der Initiative des Oberbürgermeisters Bracht entsprungen ist, durchgeführt worden. Der neue Burgplatz hat nicht mehr das Beschauliche des alten. Er ist dafür sinnvoller Ausdruck der aufstrebenden Industrie- und Handelsmetropole des Ruhrgebiets geworden. Wohl keine andere Stelle in Essen ist so sehr geeignet, den Aufschwung Essens in den allerletzten Jahren so klar zum Bewußtsein zu bringen. [...]“

In den 1930er Jahren wurde der Burgplatz unter anderem jährlich für den Weihnachtsmarkt genutzt.

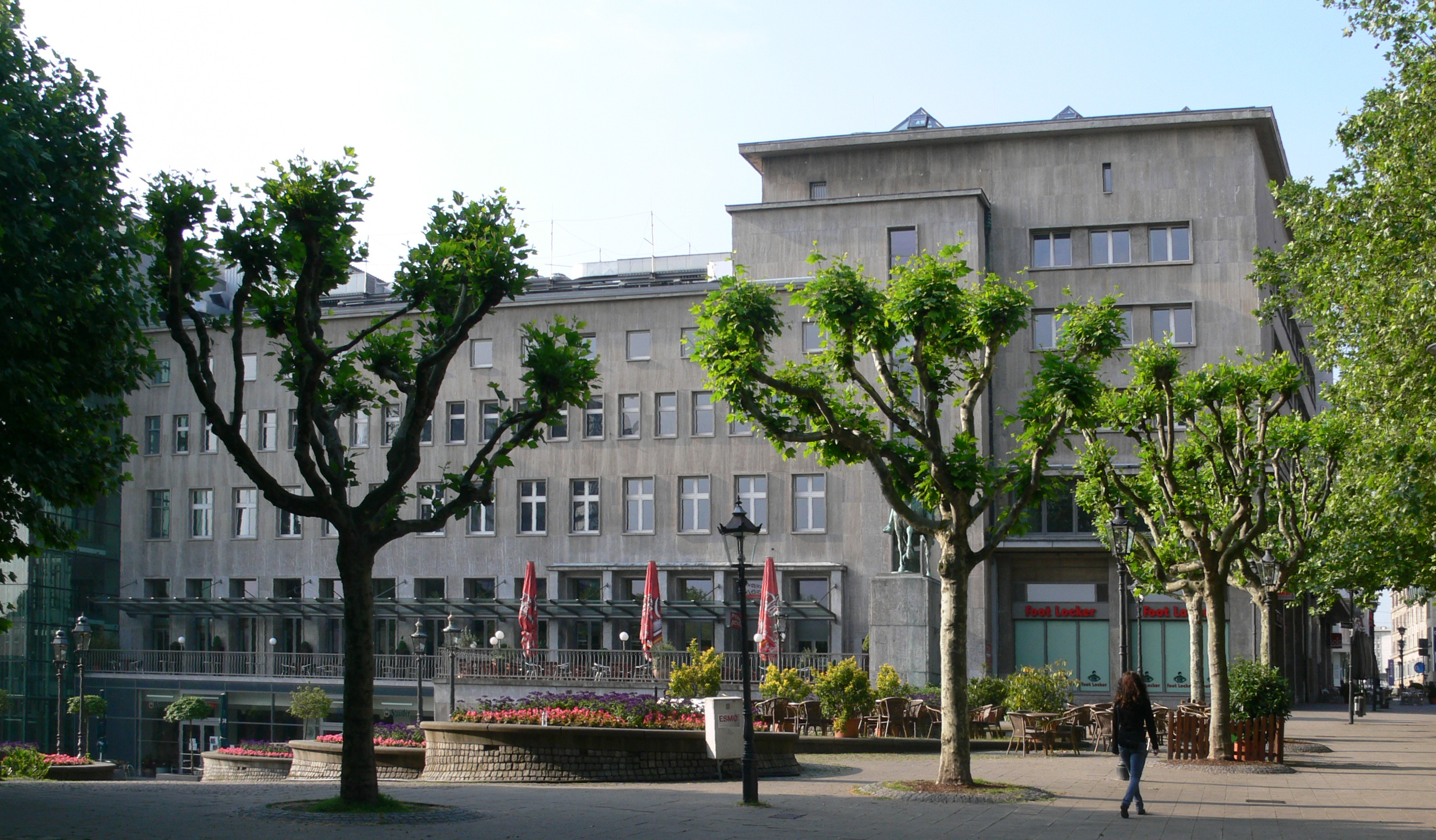
Teil des Burgplatzes nach Umgestaltung von 1982, im Hintergrund die Lichtburg

1933, zu Beginn der Zeit des Nationalsozialismus, wurde der Burgplatz in Adolf-Hitler-Platz und die Burgstraße in Adolf-Hitler-Straße umbenannt, um, wie in vielen Städten, die symbolische Form der Machtergreifung voranzutreiben. Nun wurde der Platz, der seit Mitte des 18. Jahrhunderts schon immer auch als Versammlungsort diente, für Kundgebungen der Nationalsozialisten genutzt. Nach dem Zweiten Weltkrieg gab es auf dem Burgplatz, der nun seinen alten Namen zurückbekam, Großveranstaltungen der demokratischen Parteien.
Im ersten Jahrzehnt nach dem Krieg erhielt der Burgplatz nach schweren Kriegsschäden eine in Teilen neue Randbebauung. Das 1943 durch einen Luftangriff völlig zerstörte Burggymnasium wurde in den Jahren 1952 bis 1956 den heutigen Neubau ersetzt, entworfen vom Architekten Horst Loy. Der Architekt Emil Jung ließ in den Jahren 1955/1956 direkt gegenüber, an der nördlichen Seite des Burgplatzes, an der Stelle des ehemaligen und nun zerstörten Gerichtsgebäudes, ein Pfarrhaus errichten. Zur Gründung des Bistums Essen wurde in den Jahren 1955 bis 1956 das neue Gebäude als Bischofshaus durch den Architekten Emil Jung errichtet.
In den Jahren 1982/1983 wurde der Burgplatz nach preisgekröntem Entwurf der Landschaftsarchitektin Helga Rose-Herzmann mit großen runden Beeten begrünt, neu gegliedert und gepflastert. Bis dahin nutzte man den Burgplatz noch meist als Parkplatz.

## Heutiger Charakter

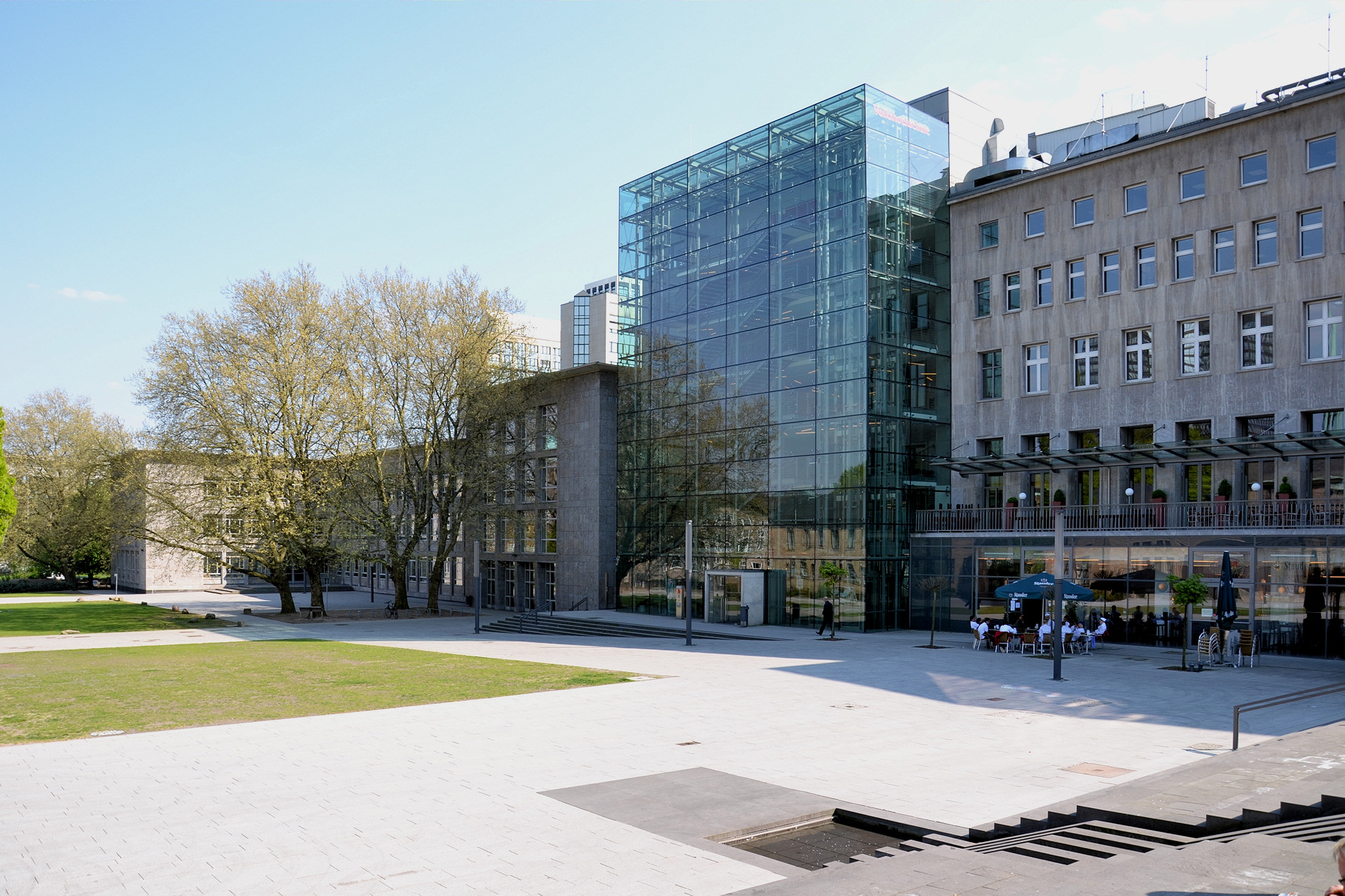
Südlicher Burgplatz heute,
v. l.: Burggymnasium, Volkshochschule und Teil der Lichtburg

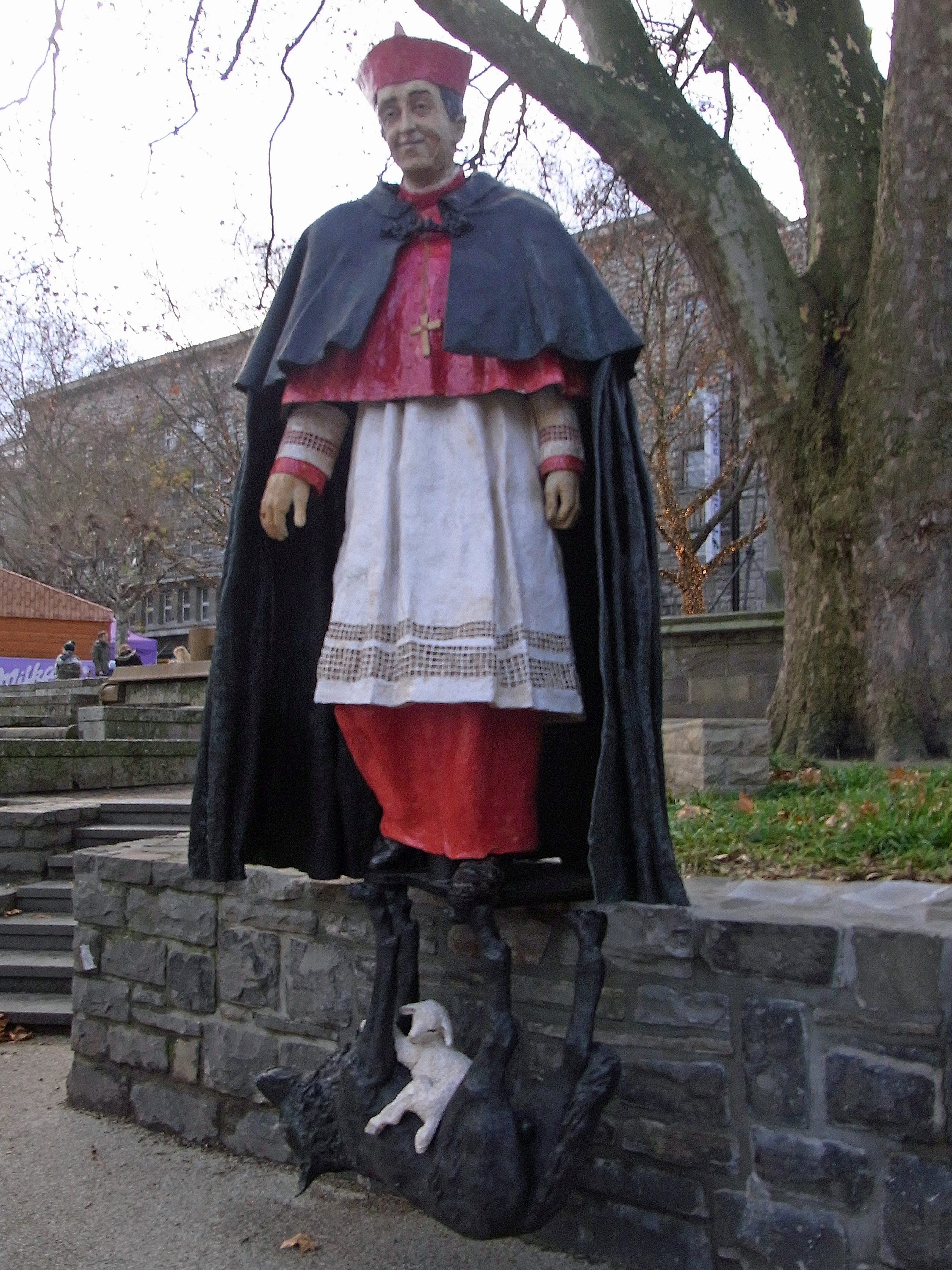
Denkmal (2011–2023) für Franz Hengsbach

2004 war die Sanierung der südwestlich angrenzenden Lichtburg beendet. Östlich daran angesetzt wurde der verglaste Bau des Architekten Hartmut Miksch für die Volkshochschule Essen. Sie zog von einem PCB-belasteten Gebäude aus dem Jahr 1975 an der Hollestraße zum Burgplatz. Der am 16. September 2004 eröffnete Neubau steht auf Teilen der ehemaligen Jesuitenresidenz.
2009 baute man den Burgplatz mit großzügigem Treppenzugang zur Kettwiger Straße, einem Teil der Essener Fußgängerzone, erneut um. Nördlich des Platzes liegt heute wie damals das Ensemble aus der Kirche St. Johann Baptist, dem Essener Dom und dem nach dem Krieg errichteten Bischofshaus. Auf gegenüberliegender südlicher Seite des Platzes befinden sich das Burggymnasium, die neue Volkshochschule, ein Restaurant und ein Café sowie das Kino Lichtburg.
Am 13. Oktober 2011 wurde auf dem angrenzenden Domhof nördlich des Burgplatzes das Denkmal für Franz Hengsbach, dem ersten Bischof des 1958 gegründeten Bistums Essen, enthüllt. Die Bronzefigur, entworfen von der Bildhauerin Silke Rehberg, wurde von der Alfried Krupp von Bohlen und Halbach-Stiftung und Evonik Industries finanziert. Die Statue wurde im September 2023 abgebaut.
Das gesamte Areal diente am 13. April 2022 zur Übertragung einer Adaption der Passion Jesu als Fernsehsendung im Privatsender RTL.